# C10orf111
C10orf111 (англ. Chromosome 10 open reading frame 111) – білок, який кодується однойменним геном, розташованим у людей на 10-й хромосомі. Довжина поліпептидного ланцюга білка становить 155 амінокислот, а молекулярна маса — 17 766.
| 10         |  | 20         |  | 30         |  | 40         |  | 50         |
| ---------- |  | ---------- |  | ---------- |  | ---------- |  | ---------- |
| MESLQTPQHR |  | ENQDKREKEY |  | GVKHMPMGNN |  | AGNLEPEKRK |  | AVRVALSSAT |
| AAQNIPSSVH |  | CGCSKQWRLR |  | LPSESLQSRG |  | QVMKRPNNIL |  | KLRNLDLLIY |
| PWPELRRRQV |  | ASDLMSLLLL |  | PAFSGLTWAP |  | FLFLFTYLPP |  | FLNLLTVGFV |
| SYFLV      |  |            |  |            |  |            |  |            |

A: Аланін

C: Цистеїн

D: Аспарагінова кислота

E: Глутамінова кислота

F: Фенілаланін

G: Гліцин

H: Гістидин

I: Ізолейцин

K: Лізин

L: Лейцин

M: Метіонін

N: Аспарагін

P: Пролін

Q: Глутамін

R: Аргінін

S: Серин

T: Треонін

V: Валін

W: Триптофан

Локалізований у мембрані.